# 四平路 (上海)
四平路是中華人民共和國上海市跨虹口区、杨浦区的一条交通干道，西南-东北走向，西南接吴淞路，东北至五角场。全长4970米，宽34米到37米。
四平路修筑于1930至1932年，因其连接闸北市区与引翔乡，最初名翔闸路。尚未完成时，在1931年以辛亥革命时期上海都督陈其美定名为其美路，成为通往江湾新市区的主要干道之一。日本占领时期改名为松进通、维新路，1945年复称其美路，1950年以吉林省四平市改今名。1983年，为配合中华人民共和国全国运动会召开，四平路全线拓宽至35米。2024年10月，四平路4.8公里无轨电车线网优化工程完工。
日本占领时期，在四平路北端设立上海恒产株式会社。抗战结束以后，同济大学从四川省迁回上海，但没有回到吴淞校址，而是迁入该路一所日本学校，在此基础上发展。
与四平路相交的道路主要有：海伦路、溧阳路、临平北路、曲阳路、大连路、赤峰路、彰武路、中山北二路、国权路、国顺路、国定路等。

## 轨道交通
上海轨道交通10号线沿四平路走行，由北向南设有五角场、国权路、同济大学、四平路、邮电新村及海伦路共六座车站。其中，海伦路站可换乘4号线和建设中的19号线，四平路站可换乘8号线，国权路站可换乘18号线。

## 沿线桥隧

### 桥梁
- 嘉兴路桥：跨虹口港，原为嘉兴路一段。
- 沙泾港桥：原名其美路一号桥，现也称四平路一号桥、头道桥，1983年拓宽时将原桥拆除重建，2009年因10号线盾构穿越需要拆除部分桥桩做桩基托换[4][5][6]，2016年因桥梁结构病害大修6个月[7]。
- 二道桥：位于今四平路新港路一带，1931年筑路时建，1960年代因河流填埋拆除，但地名保留至今[8]。
- 三号桥：跨走马塘，2009年因下立交施工需要临时拆除后复建[9]。

### 隧道
- 四平路—大连路下立交：下穿天宝路、大连路，与地铁四平路站共构。下立交将地铁站的站厅一分为二，导致车站结构较为复杂[10]。
- 四平路—中山北二路下立交：南起同济大学附近，北至中山北二路，与地铁同济大学站和同济大学四平路地下通道（连接同济大学建筑设计研究院）共构，位于车站站厅上方[11]。

## 交会道路（N->S）
|                | (N)    |                |
| (W)            | 四平路 | (E)            |
| 邯郸路、淞沪路 | ┳      | 黄兴路、翔殷路 |
| 国定路         | ╋      | 国定路         |
| 国顺路         | ╂      | 国顺路         |
| 国年路         | ┨      |                |
| 国权路         | ╂      | 国权路         |
| 国泰路         | ┨      |                |
| 中山北二路     | ╋      | 中山北二路     |
| 国康路         | ┨      |                |
|                | ┠      | 彰武路         |
| 赤峰路         | ┨      |                |
| 大连西路       | ╋      | 大连路         |
| 天宝路         | ╂      | 天宝路         |
| 密云路         | ┨      |                |
|                | ┠      | 新港路         |
| 东沙虹港路     |        |                |
| 曲阳路         | ┫      |                |
| 四达路         | ┨      |                |
| 临平北路       | ╉      | 临平北路       |
| 物化路         | ╂      | 物华路         |
|                | ┠      | 贯中路         |
|                | ┠      | 庆阳路         |
| 溧阳路         | ┨      |                |
| 长春支路       | ╂      | 天水路         |
| 海伦路         | ╂      | 海伦路         |
|                | ┠      | 新嘉路         |
| 吴淞路         | ┺      | 吴淞路         |
| (W)            | 四平路 | (E)            |
|                | (S)    |                |